# Stelis cuculligera
Stelis cuculligera är en orkidéart som beskrevs av Rudolf Schlechter. Stelis cuculligera ingår i släktet Stelis och familjen orkidéer. Inga underarter finns listade i Catalogue of Life.